# 瓦莲京娜·皮夫年科
瓦莲京娜·尼古拉耶芙娜·皮夫年科（羅馬化：Valentina Nikolayevna Pivnenko；1947年6月14日—），婚前姓氏瓦西里耶娃，是俄罗斯统一俄罗斯政治人物。她自1999年12月起担任俄罗斯国家杜马代表。最初在2000年时她是以独立候选人身份参选，当时她还未加入统一俄罗斯党。1994年4月至2000年2月期间，她担任卡累利阿共和国普里涅日斯基选区代表。1996年至2000年，她担任卡累利阿共和国联邦委员会议员。